# 鈴木裕貴
鈴木 裕貴（すずき ゆうき、1981年12月10日 - ）は、日本の俳優。岩手県奥州市出身。ザ・ワン所属。東北電子専門学校卒業。

## 出演

### テレビ
- ニューカマーズ　第121回「ヘンタイ」（フジテレビ、2006年12月5日）
- デジャルシャドー（テレビ神奈川）
- SHIBUYA　食堂（東京MXテレビ）

### 映画
- 風の記憶
- 東京セレブ
- 燃え上がる生物

### Vシネマ
- ゾンビ村（2007年）
- 女子高生殺人日記（2007年）
- 呪島（2008年）
- おいしい食卓（2009年）

### 舞台
- 明るい結婚式の挙げ方（2007年1月）
- 新・ホシノソバニ
- 魂を握り潰した男（2008年4月）

### DVD
- 風の記憶